# Comuna de Białowieża
Białowieża (polaco: Gmina Białowieża) é uma gminy (comuna) na Polónia, na voivodia de Podláquia e no condado de Hajnówka. A sede do condado é a cidade de Białowieża.
De acordo com os censos de 2004, a comuna tem 2671 habitantes, com uma densidade 13,1 hab/km².

## Área
Estende-se por uma área de 203,2 km², incluindo:
- área agrícola: 8%
- área florestal: 88%

## Demografia
Dados de 30 de Junho 2004:
|                      | Total   | Total | Mulheres | Mulheres | Homens  | Homens |
| -------------------- | ------- | ----- | -------- | -------- | ------- | ------ |
|                      | pessoas | %     | pessoas  | %        | pessoas | %      |
| População            | 2671    | 100   | 1272     | 47,6     | 1399    | 52,4   |
| Densidade (pop./km²) | 13,1    | 100   | 6,3      | 6,3      | 6,9     | 6,9    |

De acordo com dados de 2002, o rendimento médio per capita ascendia a 1813,08 zł.

## Comunas vizinhas
- Hajnówka, Narewka.